# 全地形車

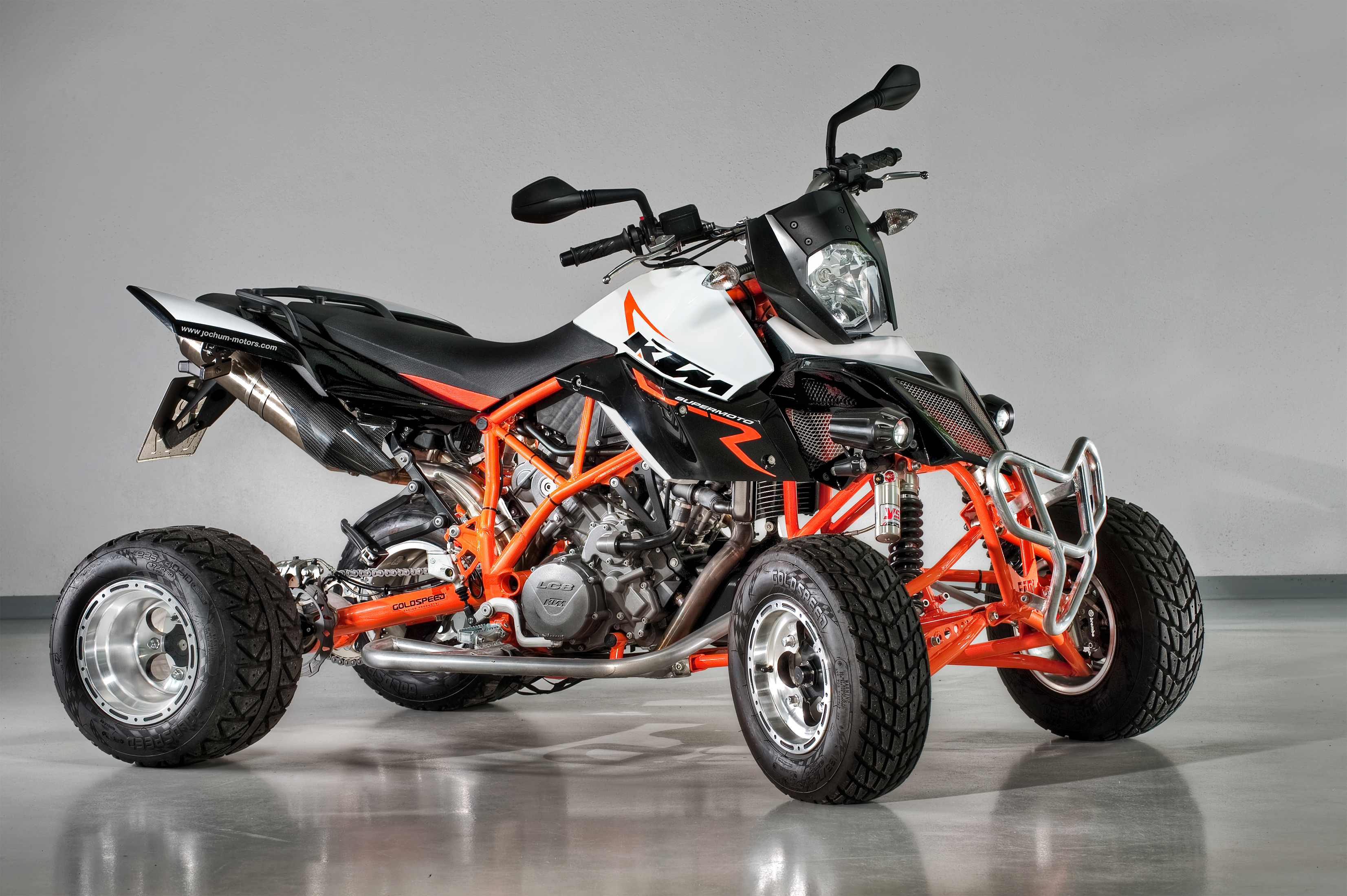
KTM Quad 990全地形车

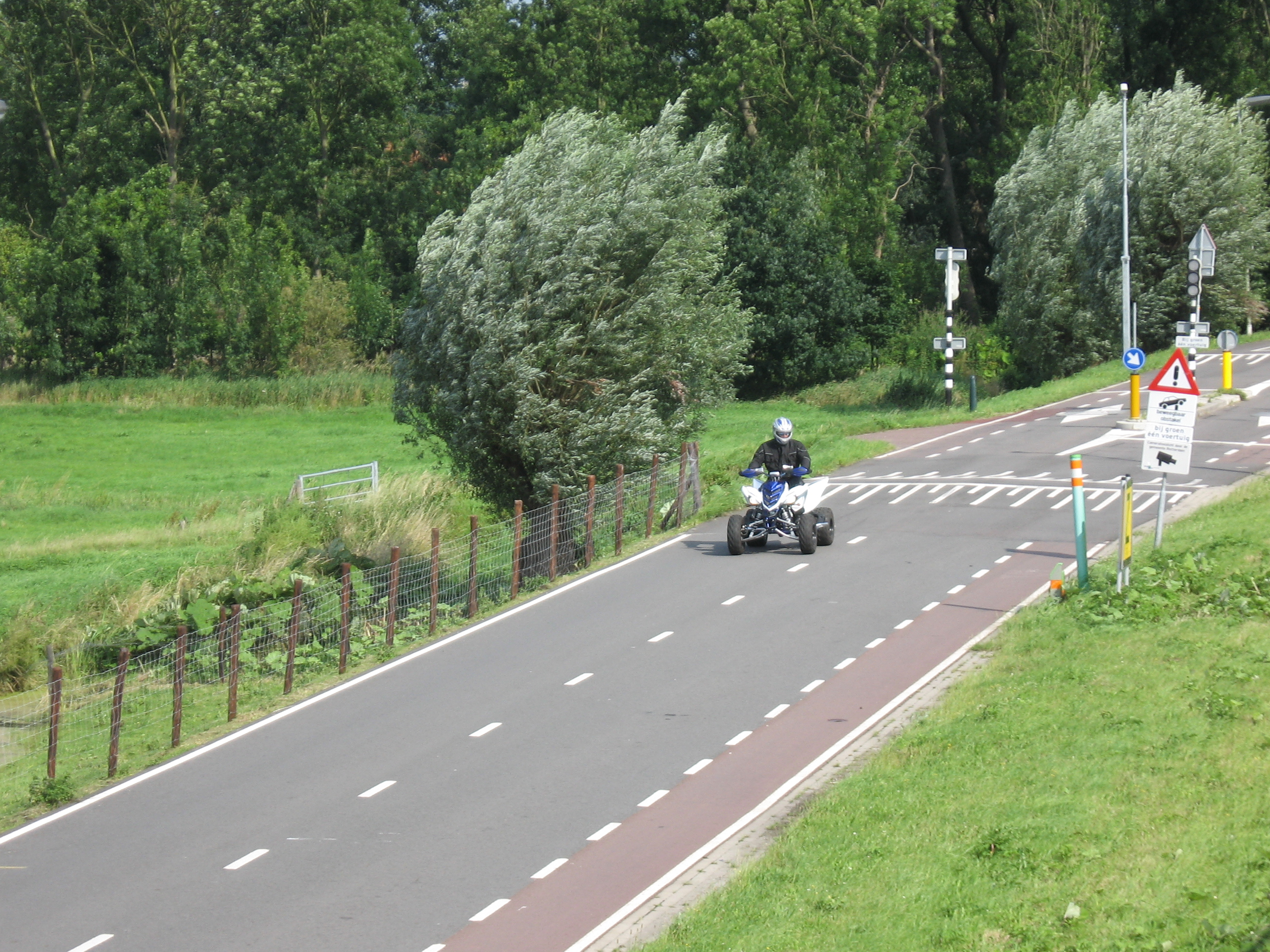
在荷蘭可以上普通道路的越野型沙灘車

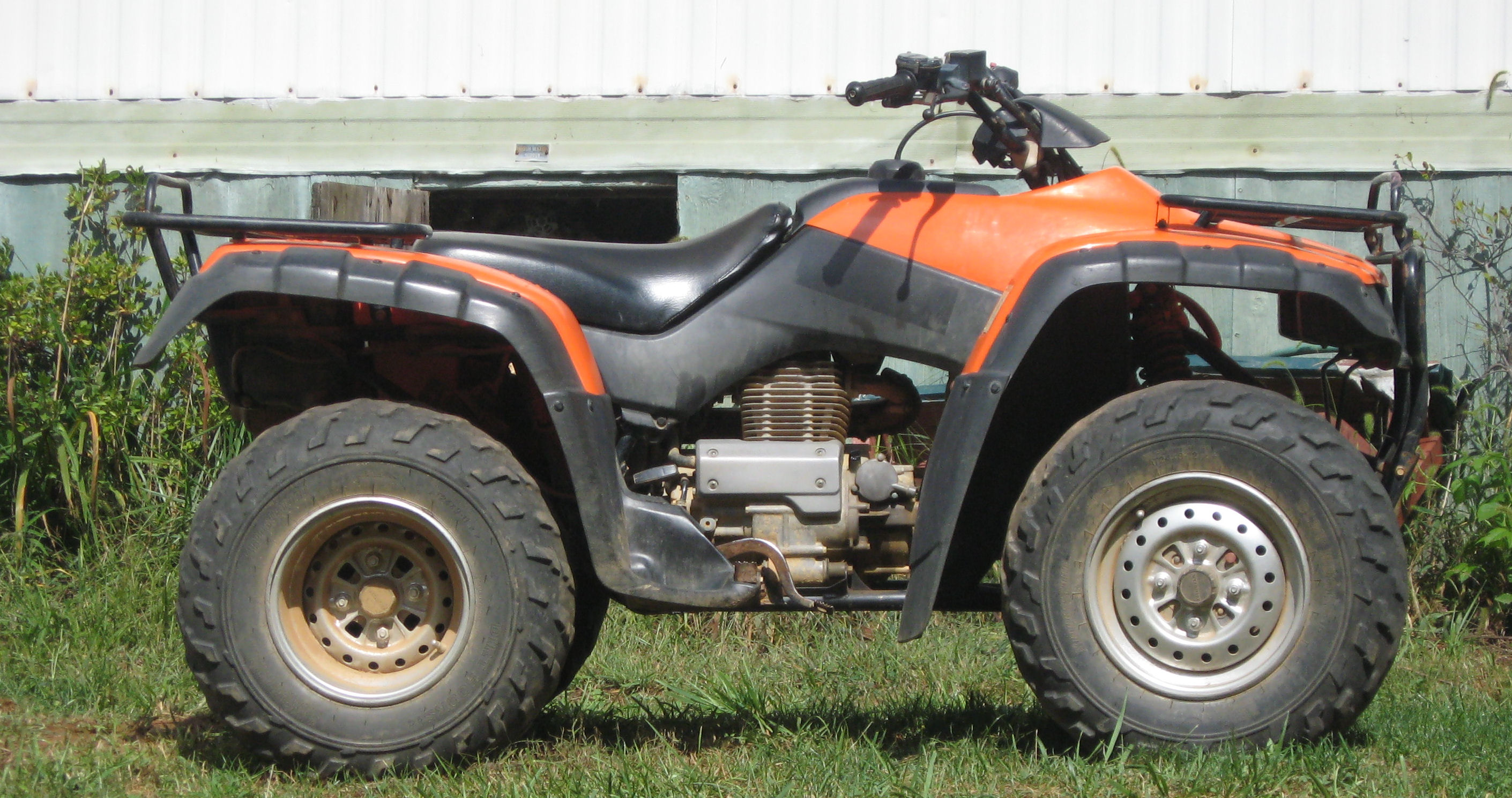
日本製Honda Ranger

越野型沙灘車（英語：All-terrain vehicle, all-terrain cycle, all-terrain buggy, ATV, ATC, ATB，或稱三／四轮摩托／越野车），是一种低压轮胎车辆，通常有一个座位（有时也有两个座位），驾驶者可以控制车把。其字面上為：「適合所有地形之交通工具」（翻譯自All Terrain Vehicle，縮寫為ATV）。顾名思义，它比其他的车辆适合更多的地形。尽管有些国家全地形车可以在道路行驶，但是大部分国家并非合法道路交通工具。
驾驶者操控全地形车的方法如同摩托车，在低速时额外的轮子使车身更稳定。通常为三轮或者四轮，某些特殊应用也有六轮设计。

## 主要制造商

### 美国
- Arctic cat 北极猫
- Polaris Inc.
- Tesla

### 加拿大
- Can-Am（英语：Can-Am motorcycles）

### 日本
- 本田技研工業株式会社
- 川崎重工業株式會社
- 铃木株式會社
- 山葉株式會社

### 臺灣
- 宏佳騰動力科技股份有限公司
- 三陽工業
- 光陽工業
- 合騏工業股份有限公司
- 台灣金蜂股份有限公司

*雍御企業股份有限公司 （页面存档备份，存于）
- 正鶴工業股份有限公司

### 中華人民共和國
- 浙江春风动力股份有限公司
- 环松
- 隆鑫
- 林海动力机械
- 信阳
- 鑫源
- 奥德斯
- 力帆
- 巴山
- 隆鑫
- 凌鹰

### 奧地利
- KTM Sportmotorcycle AG